# Ambasada Gwinei Równikowej przy Stolicy Apostolskiej
Ambasada Gwinei Równikowej przy Stolicy Apostolskiej – misja dyplomatyczna Republiki Gwinei Równikowej przy Stolicy Apostolskiej. Ambasada mieści się w Rzymie.

## Historia
Stosunki dyplomatyczne pomiędzy Stolicą Apostolską a Gwineą Równikową zostały ustanowione 24 grudnia 1981.